# Wild- und Freizeitpark Ostrittrum
Koordinaten: 52° 58′ 20,1″ N, 8° 20′ 41,3″ O
Der Wild- und Freizeitpark Ostrittrum ist eine etwa 18 ha große Anlage in Ostrittrum, einem Ortsteil der niedersächsischen Gemeinde Dötlingen im Naturpark Wildeshauser Geest. Der Park ist Mitglied im Deutschen Wildgehege-Verband und in der Deutschen Tierparkgesellschaft.

## Anlage

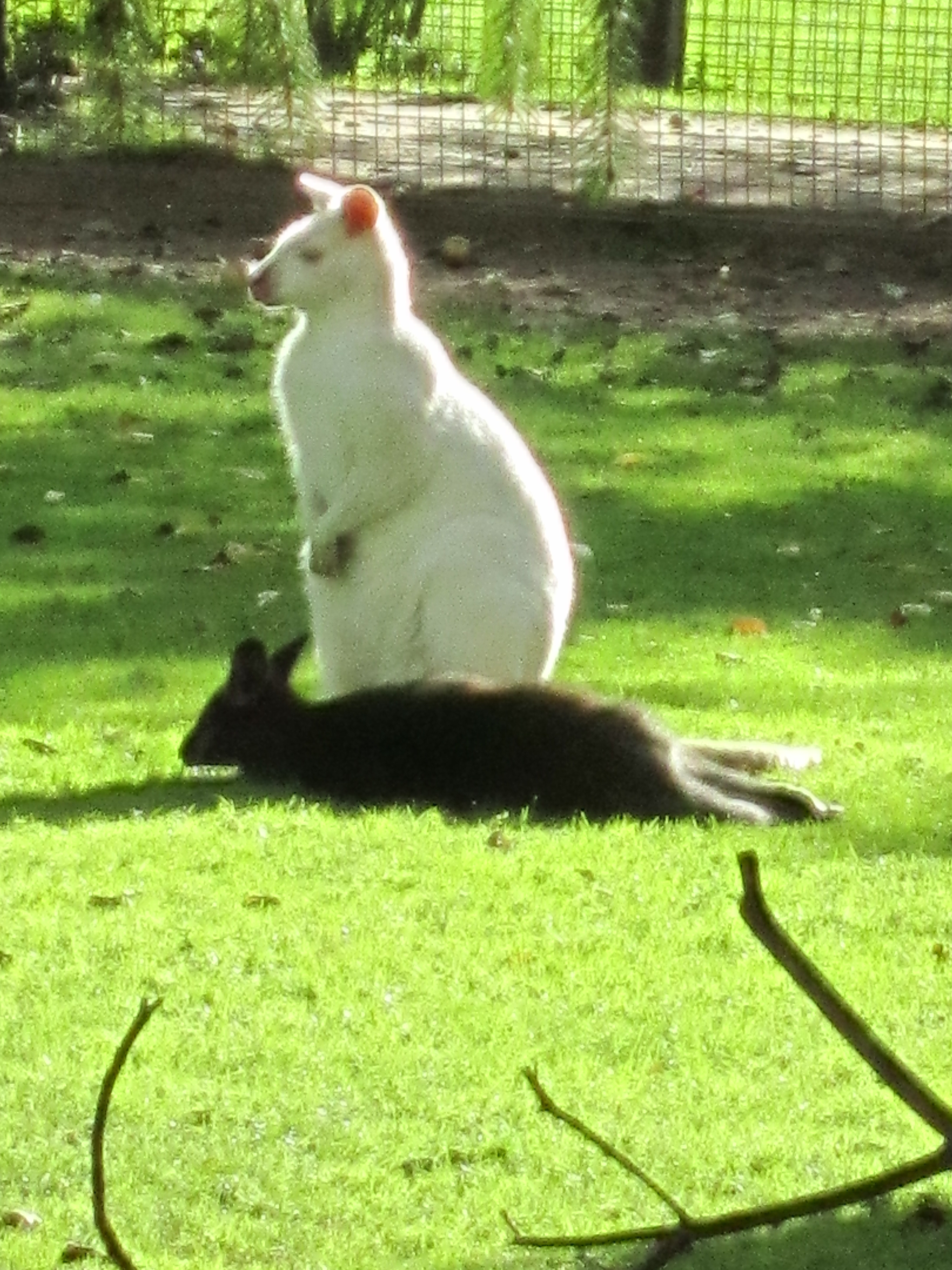
Weißes Känguru im WFP Ostrittrum

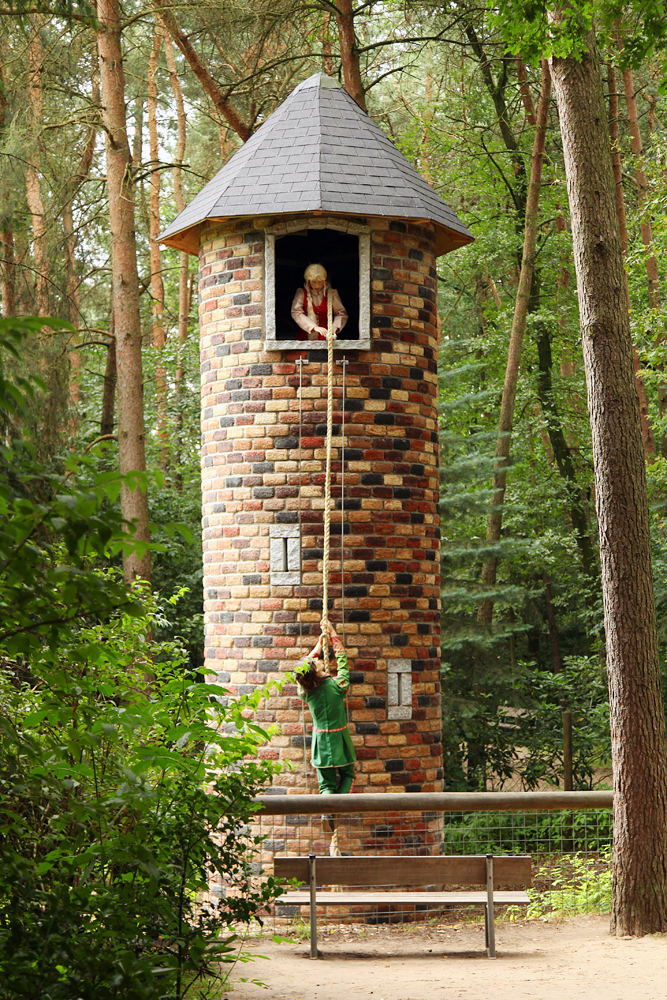
Rapunzel

Der Wild- und Freizeitpark Ostrittrum wurde im Jahr 1976 gegründet und befindet sich seitdem in Familienbesitz. Die Zielgruppe des barrierefrei angelegten Parks sind vor allem Familien mit Kindern. Neben etwa 30 Tierarten gibt es in der Anlage auch verschiedene Lehr- und Freizeitaktivitäten.

### Wildpark
Im Wildpark werden neben einheimischen Tierarten wie Rot- und Damwild, Störchen oder Eseln und Ziegen auch Arten anderer Kontinente wie zum Beispiel Strauße, Berberaffen und Kängurus gehalten. Eine Besonderheit des Parks sind mehrere weiße Kängurus.
Da der Park speziell auf Familien mit Kindern ausgerichtet ist, dürfen die meisten Tiere gefüttert werden, außerdem ist ein separates Streichelgehege vorhanden.

### Märchenwald
Im Märchenwald werden verschiedene Szenen aus Märchen und Sagen wie zum Beispiel Rapunzel, Die Bremer Stadtmusikanten oder Schneewittchen dargestellt und erzählt.

### Naturlehrpfad
Den Rundgang durch den Park begleitend wurde ein Naturlehrpfad eingerichtet. Schautafeln informieren über heimische Baumarten und über verschiedene Lebensräume Niedersachsens für Tiere und Pflanzen.

### Heimatmuseum
Ein Teil des Parks beherbergt ein kleines Heimatmuseum. Ausgestellt werden historische landwirtschaftliche Geräte wie Pflüge und Eggen, alte Haushaltsgegenstände sowie verschiedene Alltagsgegenstände und Handwerkszeug wie zum Beispiel Werkzeuge zur Holzschuhherstellung.

### Freizeitpark
Im Park befinden sich zwei große Spielplätze mit verschiedenen Spielgeräten, Karussells und Klettergerüsten. Auf einem See in der Anlage existiert ein Tretbootverleih.